# 586
Раннє Середньовіччя. Триває чума Юстиніана. У Східній Римській імперії продовжується правління Маврикія. Лангобарди частково окупували Італію і утворили в ній Лангобардське королівство. Франкське королівство розділене між синами Хлотара I. Іберію займає Вестготське королівство. В Англії розпочався період гептархії. Авари та слов'яни утвердилися на Балканах.
У Китаї період Північних та Південних династій. На півдні править династія Чень, на півночі — династія Суй. Індія роздроблена. В Японії триває період Ямато. У Персії править династія Сассанідів. Степову зону Азії та Східної Європи контролює Тюркський каганат, розділений на Східний та Західний.
На території лісостепової України в VI столітті виділяють пеньківську й празьку археологічні культури. VI століття стало початком швидкого розселення слов'ян. У Північному Причорномор'ї співіснують різні кочові племена, зокрема кутригури, утигури, сармати, булгари, алани, авари, тюрки.

## Події

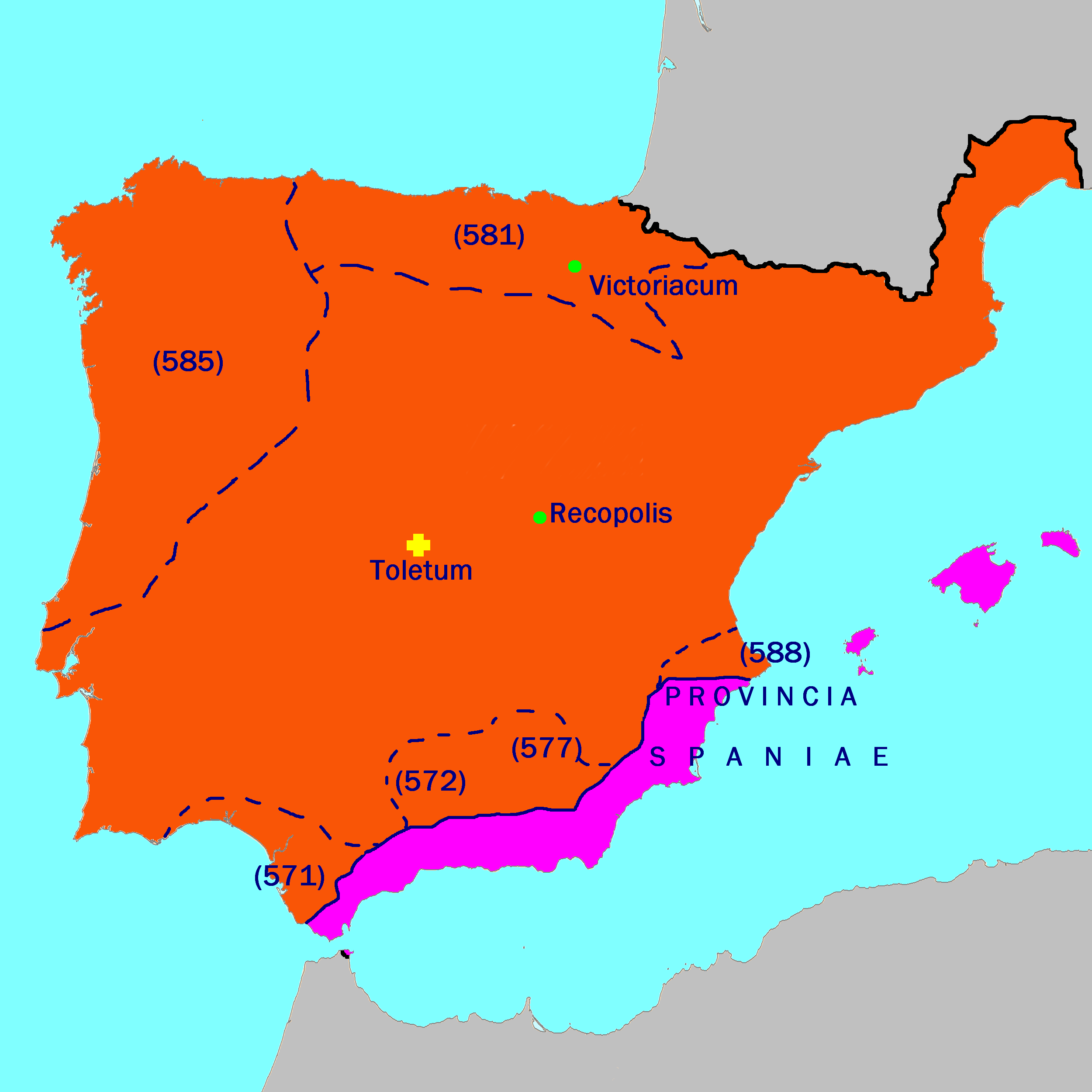
Візіготське королівство та візантійські землі на Піренейському півострові на 586 рік

- Після смерті батька Ліувігільда королем вестготів став Реккаред I.
- Візантійці завдали поразки персам поблизу Дари.
- Авари взяли в облогу Фессалоніки, але не змогли захопити місто.
- Візантійські хроніки вперше згадують волохів.